# 萊克伍德牧場 (佛羅里達州)
萊克伍德牧場（英語：Lakewood Ranch）是位於美國佛羅里達州馬納提縣的一個非建制地區。該地的面積和人口皆未知。

## 地理
萊克伍德牧場的座標為27°27′54″N 82°25′48″W / 27.46500°N 82.43000°W，而該地的平均海拔高度為9米（即30英尺）。